# Виа Фулвия
Виа Фулвия (на латински: Via Fulvia) e римски път в околността на античното Торино.
Пътят се намира в северозападна Италия и свързва Дертона (днешна Тортона) с Hasta Pompeia (Асти) и Augusta Taurinorum (Торино).
Пътят вероятно е наречен на Квинт Фулвий Флак (консул 179 пр.н.е.), който 174 пр.н.е става цензор заедно с Авъл Постумий Албин Луск и конструира пътя.
Една от станциите е град Асти.